# Томіта Хіроюкі
Томіта Хіроюкі (яп. 冨田 洋之, нар. 21 листопада 1980) — японський гімнаст, олімпійський чемпіон.

## Виступи на Олімпіадах
| Олімпіада  | Дисципліна       | Місце              |
| ---------- | ---------------- | ------------------ |
| Афіни 2004 | абсолютний залік | 6                  |
| Афіни 2004 | командний залік  | 1                  |
| Афіни 2004 | вільні вправи    | 62T (кваліфікація) |
| Афіни 2004 | опорний стрибок  | 7T (кваліфікація)  |
| Афіни 2004 | паралельні бруси | 2                  |
| Афіни 2004 | перекладина      | 13T (кваліфікація) |
| Афіни 2004 | кільця           | 4                  |
| Афіни 2004 | кінь             | 8                  |
| Пекін 2008 | абсолютний залік | 4                  |
| Пекін 2008 | абсолютний залік | 6 (кваліфікація)   |
| Пекін 2008 | командний залік  | 2                  |
| Пекін 2008 | вільні вправи    | 23 (кваліфікація)  |
| Пекін 2008 | паралельні бруси | 15 (кваліфікація)  |
| Пекін 2008 | перекладина      | 6                  |
| Пекін 2008 | кільця           | 32 (кваліфікація)  |
| Пекін 2008 | кінь             | 5                  |